# Cultivo del mejillón mediterráneo
El cultivo de mejillón Mytilus galloprovincialis es el de mayor producción en la Acuicultura de España y de los más importantes en Europa, alcanzando regularmente las 250.000 toneladas anuales. España es el segundo productor mundial de esta especie después de China (450.000 toneladas anuales).
Esta producción se lleva a cabo en balsas flotantes que se denominan bateas. Las bateas se ordenan en grupos llamados polígonos, cuya disposición y número están controlados por las autoridades autonómicas. Recientemente se ha limitado a 500 el número de cuerdas por balsa para evitar la saturación de las zonas de cultivo y favorecer un mejor crecimiento.
Las bateas consisten en un entramado rectangular de madera de 100 a 500 metros cuadrados soportado por flotadores de acero recubiertos con fibra de vidrio, poliéster o rellenos con poliéster expandido.
La balsa se sujeta al fondo mediante una o dos cadenas de acero y un peso de veinte toneladas. Del entramado de madera se cuelgan cuerdas de nylon de tres centímetros de grosor y de diez a doce metros de largo, en donde se engorda el mejillón.

## Etapas del cultivo de mejillón
Puede dividirse en cinco etapas, que incluyen: 1) Obtención de la semilla, 2) Colocación de los juveniles en las cuerdas, 3) Desdoble, 4) Engorde y 5) Cosecha.

### Obtención de la semilla
El cultivo comienza cuando los cultivadores obtienen la semilla, fundamentalmente de las poblaciones naturales (60-70%) y el resto de las cuerdas que sitúan como colectores en las propias bateas. Los cultivadores pueden recoger hasta 1.500 kg de semilla (juveniles) en las mareas bajas, en las aproximadamente cuatro horas que dura cada una, en las zonas de roca situadas en la parte de las rías más próxima al Océano Atlántico. Con este fin emplean una herramienta denominada "rasqueta", que tiene una hoja metálica de unos 10 cm² unida a un mango de madera. Los cultivadores colocan los mejillones en las cuerdas de sus bateas o las venden a otros. Los cultivadores recogen unas 4500 toneladas de semilla de mejillón (juveniles, talla media= 2 cm) en cada ciclo de cultivo. La semilla es transportada a las bateas manteniéndola húmeda, y se coloca en las cuerdas durante las 24 horas siguientes a la recolección. Como colectores de semilla en las bateas, los cultivadores emplean redes viejas que suspenden de las bateas durante marzo y abril.

### Colocación de la semilla (juveniles) en las cuerdas
Los cultivadores colocan la semilla en las cuerdas a mano o empleando una máquina que los envuelve con una red de algodón o rayón; esta red se desintegra en pocos días. Por entonces los mejillones han producido un nuevo biso y se han unido a la cuerda. Los cultivadores suelen colocar de 1.5 a 1.75 kg de semilla por metro de cuerda, siendo el peso medio de una cuerda de semilla de 14 kg. Las cuerdas, son normalmente de 3 cm de grosor, están hechas de nylon, polietileno o esparto (S. junceum), su longitud oscila de 6 a 10 metros. Su superficie rugosa facilita la fijación de los mejillones. Cada cuerda con mejillones adheridos tiene un lazo al final, que está unido a una cuerda de poliéster más fina llamada "rabiza" (12-14 mm de grosor), que a su vez está unida a la batea. La rabiza tiene una vida media de unos 3-4 años ya que está expuesta al aire y al sol (Figueras, 1989), mientras que la cuerda grande dura una media de 5,8 años. Cada batea tiene de 200 a 700 cuerdas. Cada 30-40 cm se sitúan palos de madera o de plástico entre las hebras de la cuerda para evitar que se desprendan grupos de mejillones. Los cultivadores colocan de 1 a 3 cuerdas por m² de superficie de batea. Esta distribución permite un adecuado flujo de agua rica en nutrientes para los mejillones impidiendo que las cuerdas se toquen unas a otras. Los cultivadores colocan las cuerdas principalmente de noviembre a marzo.

### Desdoble
El tercer paso es el desdoble. Esta operación tiene como objetivo evitar que los mejillones se caigan de la cuerda en momentos de mal tiempo, además permite que crezcan rápida y uniformemente. Los cultivadores realizan esta operación cuando los mejillones están a medio crecer (longitud de la concha 4-5 cm) cuando han alcanzado 5-6 meses de talla, normalmente de junio a octubre. El peso promedio de las cuerdas ha aumentado alrededor de 50 kg. Se trasladan las cuerdas a los botes usando una grúa y frotan los grupos de mejillones sobre una mesa con un tamiz hecho con barras de acero que permite separarlos en distintas tallas. También se puede usar un cedazo cilíndrico. Con esta operación se consiguen preparar 3 o 4 cuerdas a partir de cada cuerda original empleando la red de algodón o rayón ya descrita anteriormente. El peso medio de las cuerdas es de 46 kg. Aquellos cultivadores que han automatizado esta operación emplean de 5 a 15 segundos por metro de cuerda, o menos de 14 horas para preparar 500 cuerdas de 10 metros de longitud. Si los mejillones crecen muy rápidamente y su peso puede causar que se deslicen soltándose de la cuerda, esta operación vuelve a repetirse. También suele hacerse cuando los cultivadores quieren que todos los mejillones tengan un tamaño similar en el momento de la cosecha.

### Engorde
En Galicia el crecimiento es rápido, especialmente en las áreas de las rías cercanas al océano, pudiendo alcanzar el tamaño comercial (8-10 cm) en 8 o 9 meses, aunque normalmente, el tiempo necesario para alcanzar la talla comercial es de 13 meses. Sin embargo, si la densidad de bateas es elevada este crecimiento puede hacerse más lento. En verano el crecimiento es mínimo, mientras que en invierno es el momento de mayor crecimiento. Este bajo crecimiento detectado en verano está relacionado con la escasez de plancton en el agua estratificada, siendo más importante que el efecto de la temperatura que consigue que la semilla de primavera y de otoño tengan el mismo tamaño al final del primer invierno.

### Cosecha
En Galicia existe mejillón de tamaño comercial a lo largo de todo el año y se puede cosechar en cualquier momento. El momento de máxima cosecha va de octubre a marzo cuando la demanda del mercado es mayor y la condición de la vianda es la mejor. El peso de la carne del mejillón puede llegar a ser el 50% del peso total en el momento de mejor condición. Cuando un porcentaje elevado de mejillones ha desovado o está próximo al desove, la cosecha debe esperar hasta que se encuentren en mejores condiciones. La producción media por m² de batea alcanza los 130 kg y para una batea entera la producción oscila entre las 20 y las 100 t, con un valor medio de 47 t, siendo estos valores altamente variables. Otro dato de producción es que cada metro de cuerda puede producir en torno a los 10 kg de mejillón. Las pérdidas anuales (mortalidad natural y manejo) se han estimado en un 15%. Recientemente los resultados de cultivos experimentales de mejillón muestran que la mortalidad está en torno al 5%.
	Para cosechar el mejillón, los granjeros utilizan una grúa para elevar las cuerdas a sus barcos, allí los mejillones son separados y clasificados sobre una mesa cedazo. Se eliminan los mejillones pequeños, el fango, las conchas vacías, las ascidias y otros organismos acompañantes. Los mejillones pequeños vuelven a ser empleados en el cultivo. Los de talla comercial se empacan en bolsas de nylon y se envían a las plantas de depuración.
Los mejilloneros están agrupados en organizaciones de productores que les permite hacer fuerza a la hora de comercializar su producto.